# Michele Santacroce
Michele Santacroce (né le 1er février 1921 à Bari dans les Pouilles et mort le 15 juin 1978 à Collegno) est un joueur de football italien, qui évoluait en tant que milieu de terrain.

## Biographie
Michele Santacroce commence sa carrière footballistique à l'US Sanremese, club avec qui il rejoignit la 8e place du groupe D de la Serie C 1941-1942.
En 1942, il rejoint l'AFC Vicence, avec qui il termine à la 12e place de la Serie A 1942-1943.
En 1944, il part rejoindre la Juventus (avec qui il dispute sa première rencontre le 23 janvier 1944 lors d'un succès 3-2 sur le Genova 1893), club avec qui il atteint les demi-finales interrégionales du Campionato Alta Italia 1944.
Il fit ses débuts avec la Juve contre le Genova 1893 le 23 janvier 1944 lors d'une victoire par 3-1, ainsi que son dernier contre Varèse le 25 juin 1944 lors d'une victoire 6-1. Lors de son unique saison bianconera, il joua 11 matchs et inscrivit 6 buts.
Il laisse ensuite les bianconeri pour rejoindre la Coni Sportiva en Serie B, avant de partir en 1948 pour l'AS Reggina.
Il termine ensuite sa carrière lors de la saison 1951-1952 avec le club de US Paolana.